# Selbjørnsfjorden
Selbjørnsfjorden er en fjord, eller snarere et bredt sund, mellem øen Stord og Fitjarøerne i Fitjar kommune i syd, og øerne Stolmen, Selbjørn (som fjorden er opkaldt efter) og Huftarøy i Austevoll kommune i nord. Fjorden strækker sig 19 km fra Nordsøen østover til Langenuen. 
Længst ude i fjordgabet ligger Håkelbåen midt i indsejlingen; Dette er en lav grund hvor havet bryder på 6-7 forskellige steder i uvejr. Længere inde ligger de to Eggholmsskjær, det ene af disse et stykke ud i fjorden. En jul i 1890'erne gik et Bergensskib på dette skær og gik ned med alle mand .
To færgeselskaber krydser Selbjørnsfjorden, begge fra Sandvikvåg på Fitjar. Det ene går til Husavik på Huftarøy og det anden til Halhjem i Os i Hordaland

## Eksterne kilder / henvisninger
1. ↑  Jacob Aaland Fitjar  ,  R Søreides Prenteverk, Sandane  1933, Bygdeskipnad og Bygdesoga  pp. 8-10  af overlærer B. Sørfonden.

59°57′N 5°11′Ø / 59.950°N 5.183°Ø